# هونغرفرد نوتون (باركشير)
هونغرفرد نوتون (بالإنجليزية: Hungerford Newtown)‏ هي قرية تقع في المملكة المتحدة في جنوب شرق إنجلترا.